# Dhaulagiri
Il Dhaulagiri (in lingua nepalese धौलागिरी अञ्चल, pronunciato /daulà-ghirì/, che significa «montagna bianca» o «bella»; occidentalizzato in Dhawalagiri o Dhaulagiri) è un massiccio montuoso himalayano: si trova in Nepal all'interno della catena dell'Himalaya, 35 km a ovest dell'Annapurna I, separato da esso dalla valle Kali Gandaki.
La vetta più elevata, il Dhaulagiri I, raggiunge gli 8.167 m s.l.m., rappresentando la settima montagna più alta della Terra e la maggiore cima situata interamente in un'unica nazione (Nepal).
Famoso per il suo brutto tempo, il massiccio del Dhaulagiri è costantemente tormentato dalle tempeste e dalle valanghe. Non sorprende, quindi, che 60 anni fa fosse uno degli ultimi 8.000 m ancora da scalare.

## Conformazione
Il Dhaulagiri è un massiccio composto da 10 cime:
| Dhaulagiri I          | 8.167 m |
| Dhaulagiri II         | 7.751 m |
| Dhaulagiri III        | 7.715 m |
| Dhaulagiri IV         | 7.661 m |
| Dhaulagiri V          | 7.618 m |
| Churen Himal centrale | 7.385 m |
| Churen Himal est      | 7.371 m |
| Churen Himal ovest    | 7.371 m |
| Dhaulagiri VI         | 7.268 m |
| Putha Hiunchuli       | 7.246 m |
| Gurja Himal           | 7.193 m |

## Cronologia alpinistica
- 1954 – James Owen Merion Roberts e lo Sherpa Ang Nyima scalano la Putha Hiunchuli.
- 1960 - Una spedizione guidata da Max Eiselin, con Kurt Diemberger, Peter Diener, Ernst Forrer, Albin Schelbert, Nima Dorjee e Nawang Dorjee, e che comprendeva anche due piloti di aerei speciali per ghiacciai (Ernst Saxer e Emil Wick), calca per la prima volta la cima del Dhaulagiri il 13 maggio.
- 1960 - Il 23 maggio è stata compiuta la prima ripetizione ad opera di Michel Vaucher e Hugo Weber, partendo dal penultimo campo.
- 1976 - Renzo Debertolis, Gian Paolo Zortea, Silvio Simoni, Luciano Gadenz, i fratelli Camillo e Gian Paolo Depaoli, Gian Pietro Scalet, Edoardo Edo Zagonel, Francesco Santon, Sergio Martini, Luigino Henry, il medico Achille Poluzzi e quattro Sherpa nel pomeriggio del 4 maggio conquistano la cima del Dhaulagiri I. Fu la terza spedizione italiana che ha conquistato un 8ooo, la quattordicesima che ci provò e la prima italiana che ci riuscì.
- 1979 – Una spedizione giapponese, guidata da una donna (Michiko Takahashi), sale il Dhaulagiri II lungo la cresta Est e il Dhaulagiri V lungo la cresta Sud. Vengono messi i campi su entrambe le cime e i membri della spedizione compiono la traversata (lunga 4 km) in entrambe le direzioni lungo la cresta che le unisce (sempre oltre i 7.150 m).
- 2001 - Il 12 ottobre conquista la cima del Dhaulagiri una spedizione composta da Silvio "Gnaro" Mondinelli, Abele Blanc, Adriano Favre, Alessandro Busca e Claudio Rosset, sono arrivati in vetta alle 11:15 di venerdì 12 ottobre.